# Dorfkirche Sorge-Settendorf

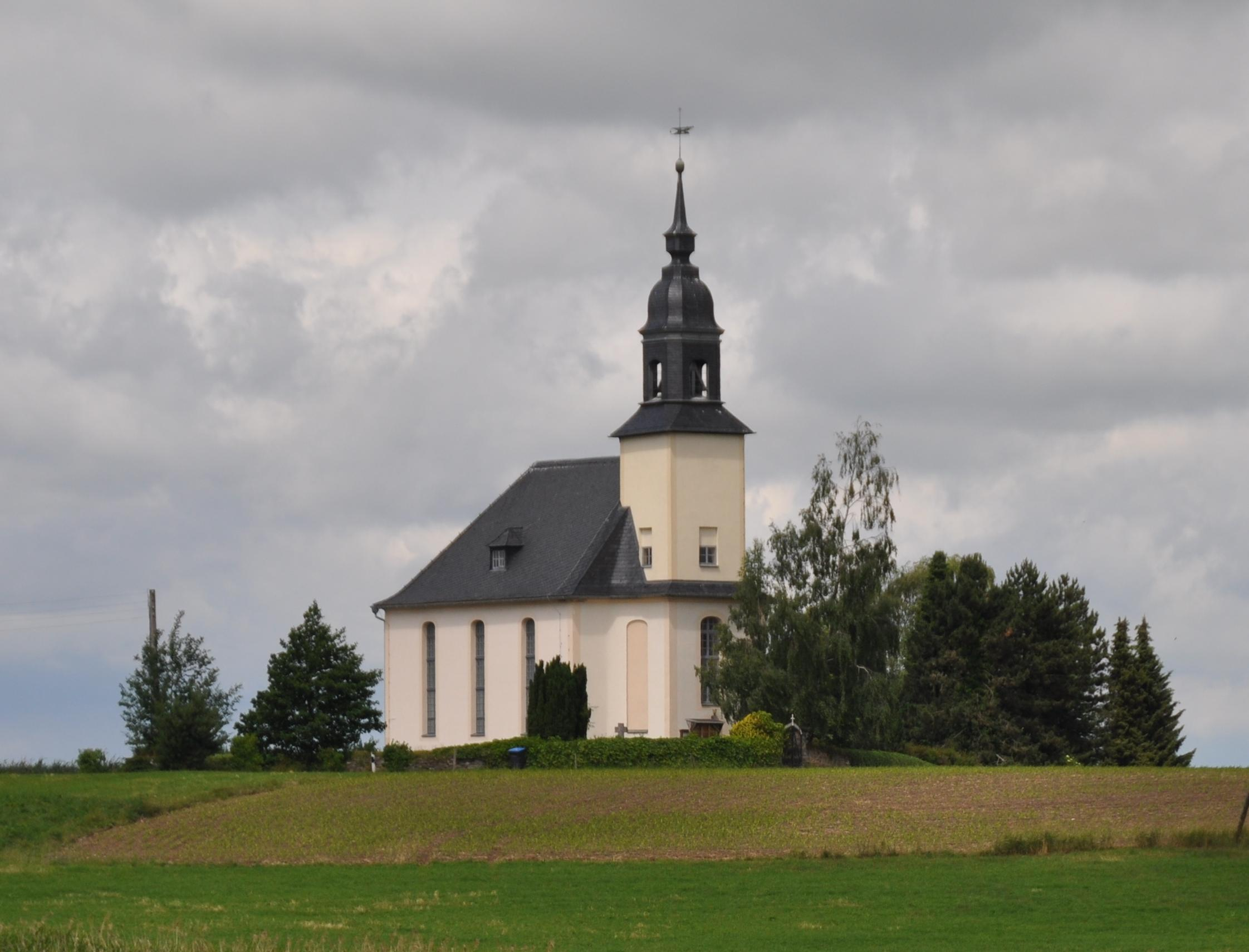
Dorfkirche Sorge-Settendorf

Die evangelische Dorfkirche Sorge-Settendorf steht im Ortsteil Sorge-Settendorf der Gemeinde Mohlsdorf-Teichwolframsdorf im Landkreis Greiz in Thüringen. Die Kirche ist auch Gotteshaus für die Ortschaft Kleinreinsdorf. Jährlich findet zu Christi Himmelfahrt ein gemeinsamer Gottesdienst statt. Bei guter Sicht lässt sich von der Kirche aus das Völkerschlachtdenkmal bei Leipzig erblicken.

## Geschichte
Die Kirche wurde 1739 erbaut und 1740 eingeweiht.
Aufgrund des Uranbergbaus der Wismut sollten sowohl Kirche als auch Friedhof ab 1950 abgerissen werden, um hier Uran im Tagebau zu fördern. Eine Mutter, die zwei Töchter verloren hatte, konnte jedoch den russischen Offizier, der mit den Vorbereitungen zum Abriss betraut war, bewegen, das vorgesehene Areal anders abzustecken, um die Totenruhe nicht zu stören. Aus diesem Grund blieben sowohl das Gotteshaus als auch der Friedhof erhalten.